# Ganoderma reticulatosporum
Ganoderma reticulatosporum är en svampart som först beskrevs av Van der Byl, och fick sitt nu gällande namn av D.A. Reid 1973. Ganoderma reticulatosporum ingår i släktet Ganoderma och familjen Ganodermataceae.   Inga underarter finns listade i Catalogue of Life.